# 吉田町 (横浜市戸塚区)
吉田町（よしだちょう）は、神奈川県横浜市戸塚区の町名。丁番を持たない単独町名である。住居表示未実施。面積は飛地を含め1.078km2。
横浜市内には、中区にも吉田町（よしだまち）が存在する。

## 地理
戸塚区の中部に位置する。北は柏尾町、東は舞岡町、南は上倉田町、西は柏尾川を挟み矢部町に接し、南西に接する戸塚町（とつかちょう）の戸塚駅付近に飛地がある。

### 字名
| - 吉田 - 吉田町 - 大島 - 野際 - 金子田 - 布施前 - 布施 - 下の町 - 鞠田 - 土腐 - 一町田 - 野仲 - 御嶽前 - 鍛治屋町 - 善正 - 砂田 - 茶屋裏 - 元町 - 宿下 - 川向 - 木の間 - 馬渡 - 台ノ前 | - 道上 - 堰ノ上 - 堰の下 - 台ノ谷 - 宿上 - 横町 - 貝戸 - 久保 - 東ノ峯 - 富士塚 - 打越 - 下打越 - 北ノ前 - 中内越 - 御嶽上 - 御嶽下 - 中里 - 仲ノ町 - 上打越 - 大谷 - 谷ノ下 - 大日前 - 大日谷 |

### 地価
住宅地の地価は、2025年（令和7年）1月1日の公示地価によれば、吉田町字横町1020番2の地点で28万5000円/m²となっている。

## 歴史

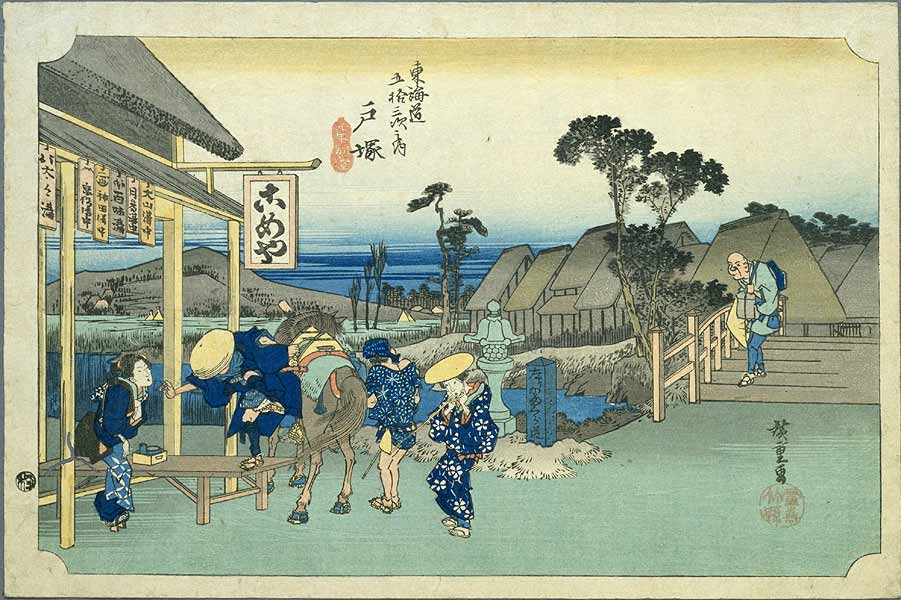
歌川広重『東海道五十三次』の戸塚宿、現在の吉田大橋交差点

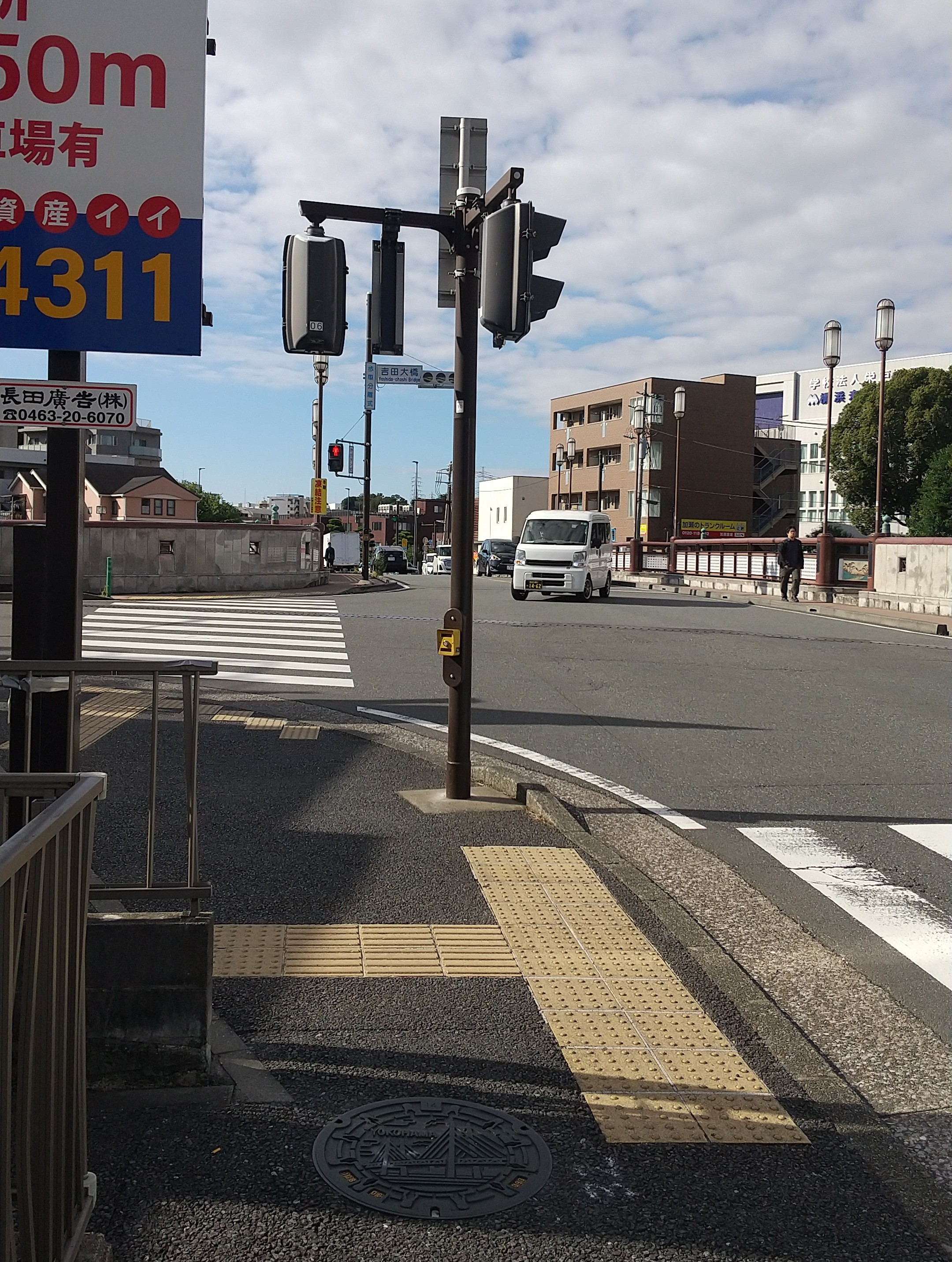
現代の吉田大橋交差点

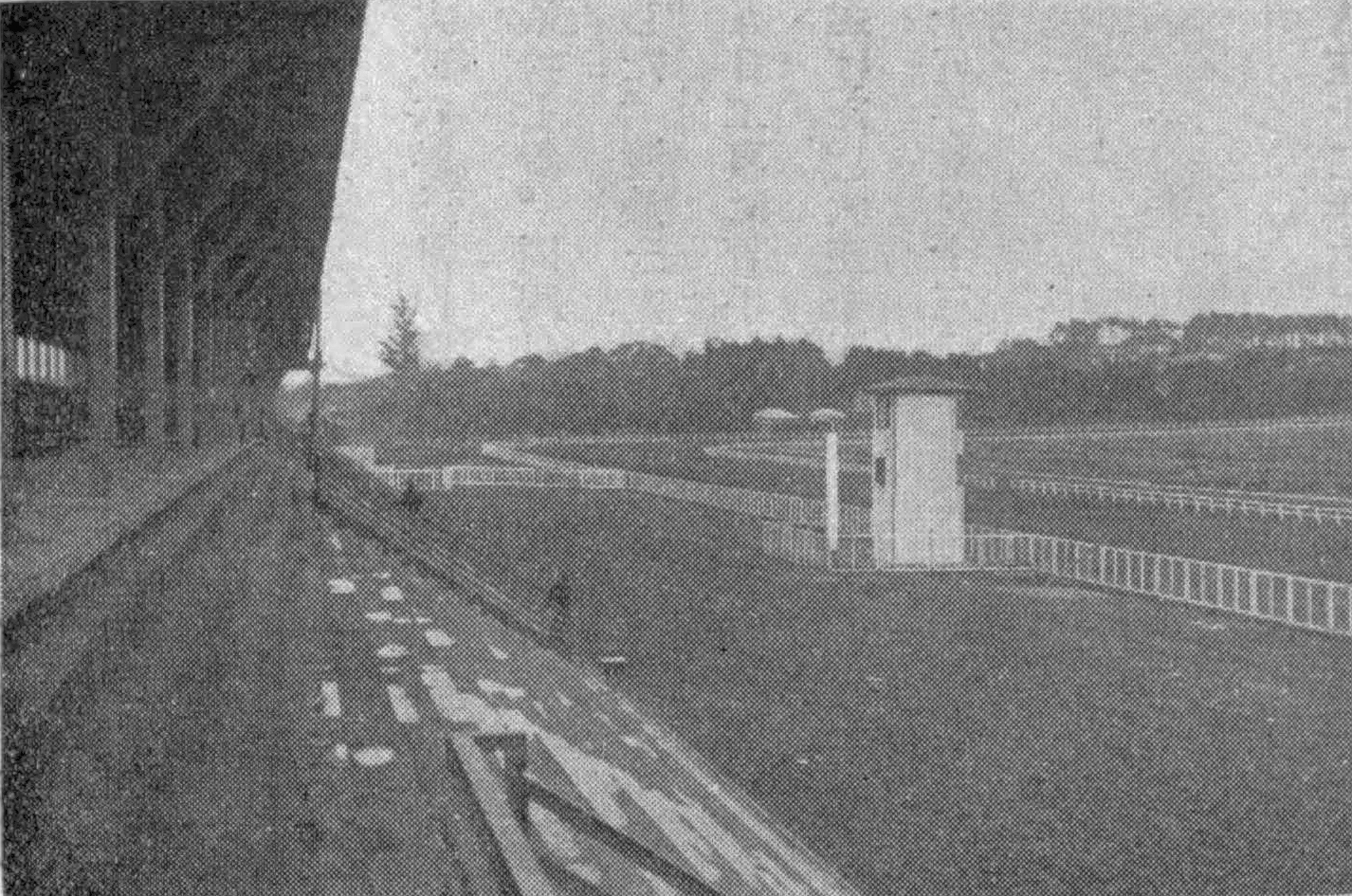
初代 戸塚競馬場

相模国鎌倉郡山内荘の郷名で、最初に文献に現れたのは1306年（嘉元4年）9月27日の北条貞時の寄進状である。この時、貞時はこの地の田1町と家1棟を円覚寺に寄進した。1351年（正平6年）には、当郷を鶴岡八幡宮に寄進している。江戸時代に入り、1604年（慶長9年）に富塚（現在の戸塚町）に東海道五十三次の戸塚宿が拓かれる。1638年（寛永15年）、近隣の村は東海道沿いへの移住が命ぜられ、『新編相模国風土記稿』によると1659年（万治2年）に多くの村民が移住したとの記述がある。この頃から戸塚町、矢部町と並ぶ戸塚宿3か町の一つとして発展し、人馬継立問屋場などが置かれた。1889年（明治22年）4月1日に町村制の施行により鎌倉郡戸塚町（とつかまち）が出来ると、その大字となる。1933年（昭和8年）には、神奈川県畜産組合連合会が戸塚競馬場を開設。入場は無料で、見物客の増加がそれまで西口しかなかった戸塚駅に東口が作られる契機となった。1942年に軍用場の訓練場となり、競馬場は区内汲沢に移され、柏尾川を渡る「駒立橋」の橋名にのみ名残がある。1939年（昭和14年）4月1日、戸塚町（とつかまち）が横浜市に編入。吉田町は横浜市戸塚区の町名となる。競馬場跡地には1951年に東戸塚小学校が開校、1969年に日立製作所のソフトウェア工場が進出した。1987年には舞岡駅－戸塚駅の間の市営地下鉄が開通した。

## 世帯数と人口
2025年（令和7年）6月30日現在（横浜市発表）の世帯数と人口は以下の通りである。
| 町丁   | 世帯数    | 人口     |
| ------ | --------- | -------- |
| 吉田町 | 5,413世帯 | 11,199人 |

### 人口の変遷
国勢調査による人口の推移。
| 年                 | 人口  |
| ------------------ | ----- |
| 1995年（平成7年）  | 5,592 |
| 2000年（平成12年） | 6,396 |
| 2005年（平成17年） | 8,084 |
| 2010年（平成22年） | 8,175 |
| 2015年（平成27年） | 9,026 |
| 2020年（令和2年）  | 9,372 |

### 世帯数の変遷
国勢調査による世帯数の推移。
| 年                 | 世帯数 |
| ------------------ | ------ |
| 1995年（平成7年）  | 2,466  |
| 2000年（平成12年） | 2,761  |
| 2005年（平成17年） | 3,450  |
| 2010年（平成22年） | 3,563  |
| 2015年（平成27年） | 4,278  |
| 2020年（令和2年）  | 4,645  |

## 学区
市立小・中学校に通う場合、学区は以下の通りとなる（2024年11月時点）。
| 番地                                                   | 小学校               | 中学校             |
| ------------------------------------------------------ | -------------------- | ------------------ |
| 13〜19番地 21〜22番地 25〜26番地 29〜31番地 33〜35番地 | 横浜市立戸塚小学校   | 横浜市立戸塚中学校 |
| 3番地、5番地 8〜9番地 11〜12番地 47〜49番地 51番地以降 | 横浜市立東戸塚小学校 | 横浜市立舞岡中学校 |

## 事業所
2021年（令和3年）現在の経済センサス調査による事業所数と従業員数は以下の通りである。
| 町丁   | 事業所数  | 従業員数 |
| ------ | --------- | -------- |
| 吉田町 | 213事業所 | 8,572人  |

### 事業者数の変遷
経済センサスによる事業所数の推移。
| 年                 | 事業者数 |
| ------------------ | -------- |
| 2016年（平成28年） | 208      |
| 2021年（令和3年）  | 213      |

### 従業員数の変遷
経済センサスによる従業員数の推移。
| 年                 | 従業員数 |
| ------------------ | -------- |
| 2016年（平成28年） | 7,298    |
| 2021年（令和3年）  | 8,572    |

## 施設
町の南部に日立製作所横浜事業所の情報・通信システム部門およびディフェンスシステム部門の事業拠点と横浜市立東戸塚小学校、北西部にイオン戸塚店がある。
日立の事業拠点は2012年6月に磯子区や川崎市、区内戸塚町の事業拠点を集約し、約11,000人が就業する。イオン戸塚店は1972年にダイエー戸塚店として開店。ドライブインシアターなどを備えた大型ショッピングセンターであったが、2016年3月にイオンに転換した。1962年に、町内会の手によりイオン前に戸塚宿の江戸方見付の石碑が建立された。

## 交通
JR東海道線・横須賀線、横浜市営地下鉄ブルーラインの戸塚駅が最寄りとなる。町の北部から南西部にかけて国道1号、南部を東西に市道上永谷戸塚線が通り、地下鉄はこの市道の地下を走る。国道には町内に「元町」と「ブリヂストン前」の停留所があり、戸塚駅東口から舞岡・東戸塚駅・緑園都市駅・横浜駅方面などへの神奈川中央交通のバスが頻繁に運行されている。市道には「東戸塚小学校入口」「吉田町」「日立和敬寮前」の3つの停留所があり、戸塚駅東口から京急ニュータウンや明治学院大学などへの江ノ電バスが運行されている。

## その他

### 日本郵便
- 郵便番号 : 244-0817[3]（集配局：戸塚郵便局[25]）

### 警察
町内の警察の管轄区域は以下の通りである。
| 町名   | 街区 | 警察署     | 交番           |
| ------ | ---- | ---------- | -------------- |
| 吉田町 | 一部 | 戸塚警察署 | 戸塚駅西口交番 |
| 吉田町 | 一部 | 戸塚警察署 | 戸塚駅東口交番 |
| 吉田町 | 一部 | 戸塚警察署 | 不動坂交番     |